# Sonoma Pharmaceuticals
Sonoma Pharmaceuticals ist ein US-amerikanisches Pharmaunternehmen mit Sitz in Petaluma, Kalifornien, Vereinigte Staaten.
Das Unternehmen befasst sich mit dermatologischen Erkrankungen und Gewebepflege. Das Produktportfolio des Unternehmens umfasst Dermatologie-, Tiergesundheits- und Gewebepflegeprodukte, die auf der Microcyn-Technologie basieren. Die Produktfamilie der Microcyn-Technologie besteht aus Flüssigkeiten und Gelen, die niedermolekulare Oxychlorverbindungen enthalten. Die Produkte reduzieren Infektionen, Juckreiz, Schmerzen, Narbenbildung und Entzündungsreaktionen. Produktionsstätten befinden sich in den USA und Lateinamerika. Das europäische Marketing und der Vertrieb haben ihren Hauptsitz in Roermond, Niederlande. Die Produkte des Unternehmens werden in 54 Ländern weltweit verkauft.
Die Aktie ist an der amerikanischen Börse NASDAQ gelistet.
Am 31. März 2021 geben Sonoma Pharmaceuticals und EMC Pharma die Zusammenarbeit bei Dermatologie- und Augenpflegeprodukten bekannt.